# Świadkowie Jehowy w Argentynie

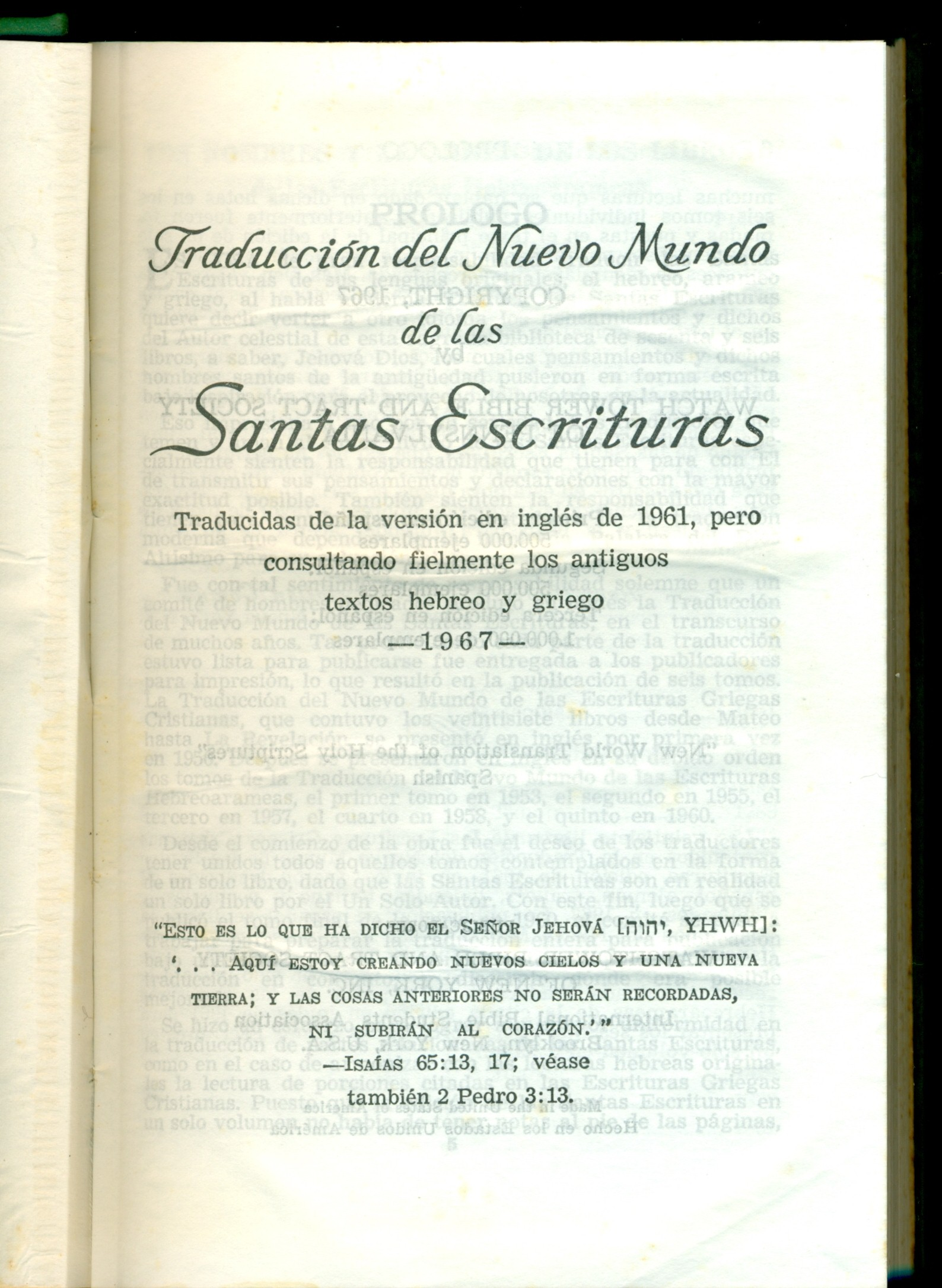
Pismo Święte w Przekładzie Nowego Świata (wyd. hiszpańskojęzyczne z 1967 roku)

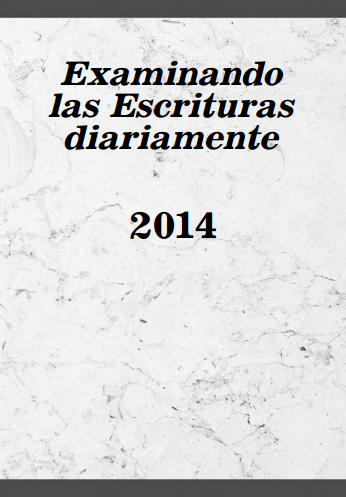
Broszura Codzienne badanie Pism w języku hiszpańskim

Świadkowie Jehowy w Argentynie – społeczność wyznaniowa w Argentynie, należąca do ogólnoświatowej wspólnoty Świadków Jehowy, licząca w 2023 roku 153 751 głosicieli, należących do 1938 zborów. Na dorocznej uroczystości Wieczerzy Pańskiej w 2023 roku zgromadziło się 306 400 osób. Działalność miejscowych oraz Świadków Jehowy w Urugwaju koordynuje Biuro Oddziału w Buenos Aires. Jest to jedna z 27 wspólnot Świadków Jehowy na świecie, których liczebność przekracza 100 000 głosicieli.

## Historia

### Początki
Pierwszy list z Argentyny do Towarzystwa Strażnica dotarł w roku 1885. Wtedy też do kraju trafiły pierwsze publikacje biblijne Badaczy Pisma Świętego. W roku 1907 rodzina Heinów, mieszkająca w niemieckiej społeczności w prowincji Misiones, otrzymywała publikacje w języku niemieckim, którymi dzieliła się krewnymi i sąsiadami. Wkrótce utworzyli oni pierwszą grupę Badaczy Pisma Świętego w Argentynie. W 1923 roku do kraju przybył Kanadyjczyk George Young. W ciągu kilku miesięcy zorganizował rozpowszechnienie w 25 najważniejszych miastach tego kraju 1480 książek i około 300 000 egzemplarzy innych publikacji biblijnych. Wtedy też do Argentyny został skierowany hiszpański współwyznawca Juan Muñiz. W 1926 roku otworzył w Buenos Aires Biuro Oddziału Towarzystwa Strażnica, które objęło nadzór nad działalnością w Argentynie, Chile, Paragwaju i Urugwaju. W 1925 roku do kraju skierowano Karla (Carlosa) Otta, niemieckiego współwyznawcę, który prowadził działalność kaznodziejską wśród licznej w Argentynie ludności niemieckojęzycznej.
W 1930 roku wierzenia Badaczy Pisma Świętego przyjął Nicolás Argyrós, z pochodzenia Grek, który zaczął głosić greckojęzycznym mieszkańcom Buenos Aires. Kiedy później dostatecznie opanował język hiszpański, prowadził działalność ewangelizacyjną w tym języku w 14 spośród 22 prowincji Argentyny, głównie w północnej części kraju. W tym też czasie wierzenia Świadków Jehowy przyjął Polak Jan (Juan) Rębacz, który razem z innym polskim współwyznawcą podjął działalność w południowej części Argentyny. Na początku lat 30. Armando Menazzi rozpoczął służbę jako sługa pełnoczasowy. Kupił on stary autobus i przerobił, dzięki czemu dziesięciu i więcej głosicieli wspólnie podróżowało, by prowadzić działalność kaznodziejską na odległych terenach. W okresie tym w Argentynie publikacje o tematyce biblijnej rozpowszechniano w wielu językach: greckim, hiszpańskim, niemieckim, angielskim, arabskim, chorwackim, francuskim, jidysz, litewskim, łotewskim, ormiańskim, polskim, portugalskim, rosyjskim, ukraińskim, węgierskim i włoskim.
W roku 1945 do Argentyny przyjechał ówczesny prezes Towarzystwa Strażnica, Nathan H. Knorr. Liczba głosicieli wyniosła 363 osoby. W następnym roku do kraju skierowano dwoje argentyńskich misjonarzy, absolwentów Biblijnej Szkoły Strażnicy – Gilead. W roku 1947 w kraju działało 679 głosicieli. Od 1948 roku kierowano do Argentyny także misjonarzy pochodzących z innych krajów, w sumie blisko 80 osób. W 1949 roku miała miejsce ponowna wizyta N. Knorra. Rozpoczął się sprzeciw ówczesnych władz: unieważniono zgodę na wynajem sali, w której miał przemawiać, a gdy zgromadzenie przeniesiono do Sali Królestwa, policja zatrzymała prezesa Towarzystwa Strażnica oraz pozostałych obecnych do następnego dnia.

### Zakaz działalności
W 1950 roku na krótko oficjalnie uznano działalność 1416 miejscowych Świadków Jehowy, po czym obłożono ją zakazem. Zabroniono im urządzać publiczne zgromadzenia oraz prowadzić działalność ewangelizacyjną. Natomiast Biuro Oddziału Towarzystwa Strażnica dalej funkcjonowało. W 1953 roku zorganizowano wizytę Nathana H. Knorra oraz Miltona G. Henschela. Z powodu oficjalnego zakazu, podróżowali osobno i spotykali się ze współwyznawcami na niewielkich zgromadzeniach – w sumie przemawiali w 56 miejscach, a łączna liczba słuchaczy ich przemówień przekroczyła 2,5 tysiąca.
W roku 1956 w kraju zorganizowano w wielu miejscach małe zgromadzenia. W grudniu 1957 roku podjęto próbę zorganizowania większego, ogólnokrajowego kongresu pod hasłem „Życiodajna mądrość”, jednak gdy delegaci zaczęli się gromadzić w wynajętej sali w Buenos Aires, policja ją zamknęła, a 4 mężczyzn zatrzymano pod zarzutem organizacji nielegalnego zgromadzenia. Działanie władz sprzeczne z konstytucją zostały zaskarżone i 14 marca 1958 roku w sprawie wolności zgromadzania sąd wydał wyrok korzystny dla Świadków Jehowy. W tym samym roku przeprowadzono kampanię informacyjną na temat działalności Świadków Jehowy i podjęto próbę jej legalizacji, jednak nie uzyskano uznania prawnego.
W 1959 roku przedstawiono władzom petycję o przyznanie wolności religijnej, podpisaną przez 322 636 osób. Charles Eisenhower – przedstawiciel Biura Oddziału – spotkał się z wysokimi urzędnikami. Ponadto z zagranicy przysłano ponad 7000 listów domagających się rejestracji. Mimo tych starań wyznanie nie zostało oficjalnie uznane, jednak stosunek rządu do Świadków wyraźnie złagodniał.
W roku 1962 ukończono budowę nowych budynków Biura Oddziału. W roku 1966 odbył się kongres międzynarodowy pod hasłem „Synowie Boży – synami wolności” z udziałem 15 238 obecnych, na którym 692 osoby zostały ochrzczone. W kraju działało 12 331 głosicieli.
W 1970 roku osiągnięto nową najwyższą liczbę 18 763 głosicieli. Na początku 1974 roku Świadkowie Jehowy w Argentynie uczestniczyli w międzynarodowych zgromadzeniach pod hasłem „Boskie zwycięstwo” przeprowadzonych w Río Ceballos i Buenos Aires. Przybyło na nie około 15 tysięcy osób. W październiku 1974 roku oddano do użytku nową siedzibę Biura Oddziału; okolicznościowe przemówienie wygłosił ówczesny wiceprezes Towarzystwa Strażnica, Frederick W. Franz. W grudniu powołano do istnienia Stowarzyszenie Kulturalne River Plate, by za jego pomocą sprowadzić z zagranicy wyposażenie dla miejscowej drukarni. Drukarnia w Argentynie była pierwszą na świecie drukarnią Świadków Jehowy, w której używano do druku maszyny offsetowej zwojowej. W roku 1975 powstał pierwszy zbór koreańskojęzyczny w Argentynie. W kolejnym roku, po przejęciu władzy w kraju przez wojskowy rząd Juana Peróna, miało miejsce szereg działań propagandowych i prześladowań wyznania.
7 września 1976 roku, na podstawie rozporządzenia z 31 sierpnia, zakazano (i tak już zdelegalizowanej w 1950 roku) działalności Świadków Jehowy w Argentynie. Policja zamknęła Biuro Oddziału i drukarnię oraz wszystkie Sale Królestwa. Konfiskowała też publikacje religijne, jeśli nie zdołano ich w porę ukryć. Później osoby odmawiające służby wojskowej trafiały z tego powodu do więzień. 23 listopada 1977 roku zorganizowano pomoc humanitarną dla współwyznawców, poszkodowanych przez wielkie trzęsienie ziemi. 10 października 1978 roku sprawy związane z działalnością wyznania przedstawiono m.in. Międzyamerykańskiej Komisji Praw Człowieka, która uznała, że w przypadku Świadków Jehowy władze naruszyły prawa człowieka i zaleciła uchylenie zakazu. W roku 1979 Sąd Najwyższy zagwarantował Świadkom Jehowy prawo do kontynuowania nauki w szkołach nawet pomimo odmowy udziału w ceremoniach patriotycznych.

### Uchylenie zakazu i dalszy rozwój
12 grudnia 1980 roku rząd odwołał zakaz działalności dla 36 050 głosicieli działających w Argentynie. 9 marca 1984 roku władze uznały Stowarzyszenie Świadków Jehowy za religię. Oddano do użytku Salę Zgromadzeń w mieście Moreno. Zanotowano liczbę 51 962 głosicieli. W roku 1986 otwarto Salę Zgromadzeń w mieście Lomas de Zamora.
W roku 1990 rozbudowano Biuro Oddziału. W grudniu 1990 roku na stadionach „River Plate” i „Vélez Sarsfield” w Buenos Aires odbył się kongres międzynarodowy pod hasłem „Czysta mowa”. Wśród ponad 67 000 obecnych było około 6000 delegatów z ponad 20 krajów, m.in. z Japonii. Przemówienia wygłosili członkowie Ciała Kierowniczego – John E. Barr i Lyman A. Swingle. W roku 1993 wybudowano Salę Zgromadzeń w mieście Cordoba, a do stolicy Chile, Santiago pojechało na zgromadzenie międzynarodowe pod hasłem „Pouczani przez Boga” przeszło 1000 argentyńskich delegatów. W roku 1994 utworzono pierwsze argentyńskie zbory dla niesłyszących i zbory angielskojęzyczne. W marcu 1995 roku we wsi Cañuelas otwarto Salę Zgromadzeń, mogącą pomieścić prawie 10 000 osób. Przemówienie okolicznościowe wygłosił Carey W. Barber z Ciała Kierowniczego, który wziął też udział w specjalnym zgromadzeniu na stadionie River Plate, na które przybyło 71 800 osób. W roku 1998 delegaci z Argentyny byli obecni na kongresach międzynarodowych pod hasłem „Boża droga życia” w São Paulo w Brazylii i w San Diego w Stanach Zjednoczonych. W kwietniu 1998 roku zorganizowano pomoc humanitarną dla współwyznawców poszkodowanych przez powódź.
W roku 2009 liczba głosicieli przekroczyła 140 000 osób. W kolejnym roku na Pamiątce obecnych było 320 217 osób. Wiosną 2011 roku do kraju dotarli kolejni misjonarze Szkoły Gilead. W drugiej połowie roku 2011 Świadków Jehowy zorganizowali pomoc współwyznawcom z południa kraju, których domy zostały uszkodzone przez pył wulkaniczny.
W roku 2012 Sąd Najwyższy Argentyny wydał orzeczenie na korzyść wyznawcy Pabla Alberraciniego, nakazujące poszanowania jego praw do podejmowania decyzji w sprawie leczenia.
W kwietniu 2013 roku zorganizowano pomoc humanitarną dla poszkodowanych przez powódź w Buenos Aires i La Plata. W roku 2013 kongres specjalny pod hasłem „Słowo Boże jest prawdą!” odbył się w Cañuelas. W 2014 roku liczba głosicieli przekroczyła 150 tysięcy. W kwietniu 2017 roku zorganizowano pomoc humanitarną dla współwyznawców poszkodowanych przez powódź w prowincjach Chubut i Salta.
Sąd Apelacyjny miasta La Plata stwierdził, że oboje rodzice mają równe prawo do pouczania nieletnich w kwestiach religijnych.
16 października 2015 roku wydano Chrześcijańskie Pisma Greckie w Przekładzie Nowego Świata (Nowy Testament) w argentyńskim języku migowym.
W dniach od 27 do 29 października 2017 roku w boliwijskim mieście Cochabamba odbył się kongres specjalny pod hasłem „Nie poddawaj się!” z udziałem delegacji z Argentyny, w listopadzie 2018 roku kongres specjalny pod hasłem „Bądź odważny!” w Limie w Peru, a latem 2019 roku kongresy międzynarodowe pod hasłem „Miłość nigdy nie zawodzi!” w Australii, Brazylii, Ekwadorze, Meksyku, Hiszpanii i Stanach Zjednoczonych.
W sierpniu 2018 roku w Buenos Aires ruszyła budowa nowego Biura Oddziału. W lipcu 2021 roku rozpoczęła się przeprowadzka do tego obiektu.
Od 6 do 18 października 2018 roku, w związku z letnimi Młodzieżowymi Igrzyskami Olimpijskimi w Buenos Aires, przeprowadzono specjalną kampanię głoszenia w miejscach publicznych. Ponad 6400 Świadków Jehowy wykorzystało do tego 390 wózków na literaturę, ustawionych w prawie 100 miejscach.
W dniach od 13 do 15 grudnia 2019 roku kongres międzynarodowy pod hasłem „Miłość nigdy nie zawodzi!” odbył się na Estadio Ciudad de La Plata w Buenos Aires w Argentynie. Uczestniczyło w nim 47 555 osób, w tym również 6300 zagranicznych delegatów z 54 krajów. Ochrzczono 563 osoby. Ciało Kierownicze Świadków Jehowy reprezentował Kenneth Cook. Program był przedstawiany w języku angielskim, hiszpańskim i argentyńskim migowym. Poza tym w Argentynie odbyło się 90 kongresów regionalnych. W przygotowaniach i przebiegu kongresu brało udział około 20 000 wolontariuszy. Na kongresie ogłoszono wydanie Chrześcijańskich Pism Greckich (Nowy Testament) w argentyńskim języku migowym. Jest to pierwsze tłumaczenie Pism Greckich w tym języku. W 2019 roku w Argentynie działało około 2700 głosicieli posługujących się tym językiem, w tym 470 niesłyszących. 12 grudnia 2019 roku legislatura Buenos Aires uznała ten kongres międzynarodowy za wydarzenie o wyjątkowym znaczeniu społecznym, kulturalnym i religijnym. W 2021 roku było 157 734 głosicieli, a uroczystości Wieczerzy Pańskiej zgromadziły się 411 392 osoby.
Na początku 2022 roku oddano do użytku nowy kompleks Biura Oddziału na przedmieściu stolicy. Składa się z budynku biurowego ze 136 stanowiskami pracy i z dwóch budynków mieszkalnych z 98 pokojami. Budynki poprzedniego Biura Oddziału były położone w kilku miejscach.
25 czerwca 2022 roku Peter Bell z brytyjskiego Komitetu Oddziału ogłosił wydanie Chrześcijańskich Pism Greckich w Przekładzie Nowego Świata w języku walijskim. Język ten ma około pół miliona użytkowników. Program był transmitowany na żywo z jednej z Sal Królestwa w Walii. Wysłuchało go 2057 osób zebranych w Salach Królestwa w Walii oraz w Argentynie. Językiem tym posługuje się 270 głosicieli w 3 zborach i 2 grupach. 
Od stycznia do kwietnia 2023 roku zorganizowało specjalną kampanię głoszenia na odległych terenach w Argentynie i Urugwaju. Wzięło w niej udział ponad 9500 głosicieli, którzy zostali podzieleni na prawie 700 grup.
7 maja 2023 roku w Sali Królestwa w Tartagal odbyło się pierwsze zgromadzenie obwodowe w całości przedstawione w języku wichi. 3 kwietnia 2024 roku w Muzeum Holokaustu w Buenos Aires otwarto czteromiesięczna wystawę czasową „Fioletowe trójkąty — historia odwagi i niezłomności”. Trzyczęściowa wystawa złożona została z informacji historycznych i osobistymi relacjami, które pokazująca postawę Świadków Jehowy w krajach rządzonych przez nazistów. 6 kwietnia 2024 roku oddano do użytku nowe Biuro Oddziału w Buenos Aires. W 2024 roku delegacje z Argentyny brały udział w kongresach specjalnych pod hasłem „Głośmy dobrą nowinę!” w Chile, na Gwadelupie, we Francji i w Paragwaju.
Prowadzona jest też działalność ewangelizacyjna w argentyńskich ośrodkach penitencjarnych i więzieniach. Zebrania zborowe odbywają się w języku hiszpańskim, ajmara, angielskim, arabskim, argentyńskim migowym, chińskim, francuskim, guarani, keczua (Boliwia), keczua (Santiago del Estero), koreańskim, kreolskim (Haiti), niemieckim, ormiańskim, portugalskim, rosyjskim, romani (Argentyna) i walijskim. Kongresy regionalne odbywają się w językach: hiszpańskim, angielskim, argentyńskim migowym, chińskim, guarani, keczua i koreańskim. Świadkowie Jehowy w Argentynie korzystają z 1024 własnych Sal Królestwa.
W Biurze Oddziału literatura biblijna jest tłumaczona na argentyński język migowy, urugwajski język migowy, język romani używany w Argentynie i miejscowe języki: keczua (Santiago del Estero), chorote, pilaga, toba i wichi. 11 grudnia 2019 roku otwarto w nim nową wystawę. Składa się ona z dwóch części zatytułowanych „Naśladujcie ich wiarę” (ukazuje historię działalności Świadków Jehowy w Argentynie i Urugwaju) i „Twoje Słowo nie przemija” (ukazano zbiór 47 egzemplarzy Biblii, w tym na przykład Biblia Ferrara z 1630 roku i pierwsze wydanie przekładu Reiny-Valery z 1602 roku). W Biurze Oddziału usługuje około 150 wolontariuszy.